# Велёполе-Скшиньске
Велёполе-Скшиньске (пол. Wielopole Skrzyńskie) — сельская гмина (волость) в Польше, входит как административная единица в Ропчицко-Сендзишувский повет, Подкарпатское воеводство. Население — 8415 человек (на 2004 год).

## Демография
| Перепись                       | Всего   | Всего | Женщины | Женщины | Мужчины | Мужчины |
| ------------------------------ | ------- | ----- | ------- | ------- | ------- | ------- |
| Единицы                        | человек | %     | человек | %       | человек | %       |
| Население                      | 8415    | 100   | 4220    | 50,1    | 4195    | 49,9    |
| Плотность населения (чел./км²) | 90,1    | 90,1  | 45,2    | 45,2    | 44,9    | 44,9    |

## Сельские округа
1. Бронишув
2. Бжезины
3. Глиник
4. Навсе
5. Велёполе-Скшиньске

## Соседние гмины
1. Гмина Бжостек
2. Гмина Чудец
3. Гмина Фрыштак
4. Гмина Ивежице
5. Гмина Ропчице
6. Гмина Сендзишув-Малопольски
7. Гмина Стшижув
8. Гмина Виснёва